# Palčje
Palčje je naselje v Občini Pivka na Primorskem.
Palčje (602 m) je izrazito gručasta vas, kjer so hiše zgrajene brez reda in sistema.  Starejše hiše z latniki in vinsko trto pričajo o svojevrstnem stavbarstvu skoraj mediteranskega tipa. Vas je prometno odmaknjena in leži na valovitem delu Zgornje Pivke pod nižjimi vzpetinami. Vas je nastala v 14. stoletju. V Palčju opozarja nese cerkev Sv. Nikolaja, ki stoji ob obsežnem trgu sredi vasi, obdana z zidano ogrado znotraj katere je tudi pokopališče. Na trgu se stekajo poti iz Pivke in Parij, z Juršč in z Vrh Korena. Ob križišču teh dveh poti je postavljen značilni kamniti križ na stebru. Cerkev v Palčju so pozidali že v sredini 17. in jo temeljito obnovili v drugi polovici 19. stoletja. Ima renesančno baročno zunanjost, v notranjosti pa rebrasto obokan prezbiterij, glavni oltar, ki posnema gotiko, dve sliki Štefana Šubica in opremo iz 19. stoletja. V cerkvi redno opravljajo bogoslužje, njeno zunanjost so pred kratkim ponovno obnovili. Zaradi kulturno-zgodovinskih vrednot je cerkev zaščitena s spomeniškim varstvom prvega reda. Pol ure hoda od vasi stoji na hribu pod gozdom še cerkev sv. Marjete, mučenice, ki so jo vaščani pred kratkim zaščitili in očistili okolico.
Severno od vasi leži presihajoče Palško jezero, največje iz skupine Pivških jezer.